# Peuralompolo (Gällivare socken, Lappland)
Peuralompolo är en sjö i Gällivare kommun i Lappland och ingår i Råneälvens huvudavrinningsområde.